# Polární graf
Polární graf (potažmo diagram) je v kartografii specifický typ grafu, který se používá při zaznamenávání dat, která vykazují jistou cykličnost, či se u nich zjišťuje směr. U tohoto typu grafu jsou používány tzv. polární souřadnice, kdy jednou z nich je délka (ρ), druhou pak úhel (α). Běžné (kartézské) grafy, využívají dvě délky (x, y).
Polární graf je také známý jako webový graf, graf pavouka, hvězda grafu, pavučina grafu, radar graf.

## Přehled
Charakteristickým znakem grafu je tvar kruhu a souřadnicová sít ve tvaru trsu polopřímek vycházejících z počátku soustavy. Jedna z polopřímek (tzv. základní) představuje osu souřadnic soustavy. Nejčastěji je to polopřímka směřující k hornímu okraji grafu. Od základní polopřímky se hodnoty vynášejí ve směru hodinových ručiček. (Voženílek V., Kaňok J., 2011)
Polární grafy jsou užitečný způsob, jak zobrazovat vícerozměrné pozorování s libovolným počtem proměnných.

## Základní rozdělení
Podle autorů Voženílek V., Kaňok J. (2011)
Podle grafického vyjádření výsledného vztahu do polárních souřadnic je dělíme:
- Liniový
- Sloupcový
- Výsečový

### Polární liniový graf
Je nejvhodnější pro vyjádření cyklicky se opakujících časových období, protože na základní polopřímce se potkává první a poslední hodnota znázorňovaného jevu.
Velmi dobře znázorňují sezonnost časových řad (roční období). Liniový graf se dále dělí na otevřený a uzavřený.

### Sloupcový polární graf
Odpovídají sloupcovým grafů v pravoúhlé soustavě, ale s určitými obměnami vzhledem k charakteristickým vlastnostem polárních souřadnic. Nejčastější je použití sloupců stejné šířky sestavené jako paprsky vycházející z počátku souřadnic. Hodnoty znázorňovaného jevu jsou vyjádřeny délkami sloupců, aby se sloupce na začátku neslévaly do jednoho, posunuje se počátek o určitou vzdálenost, ve středu poté vznikne kruh.

### Výsečový polární graf
Zde se objevují jisté komplikace jako modifikace sloupců a to hodnot závislé proměnné.  V tomto případě nemůže být měřítkem délka paprsku. Správným postupem je použití plochy výseče jako způsobu vyjádření hodnot jevu.

## Omezení
Data a polární grafy – co by mět tvůrce zvážit (Microsoft TechNet, 2016)
- Polární graf je vhodný k porovnávání více řad dat kategorií.
- Polární graf nejčastěji používá polární data, kde je každý datový bod určen úhlem a vzdáleností.
- Polární grafy nelze kombinovat s žádným dalším typem grafu ve stejné oblasti grafu.
- Počet paprsků je vždy roven počtu datových bodů a hodnoty jsou nanášený od středu směrem ven.

Polární grafy byly kritizovány,[kdo?] že se špatně hodí pro rozhodování trade-off. Když jeden graf je větší než druhý na některých proměnných, ale méně na ostatních.
Dále je obtížné určit délku jednotlivých paprsků, i když je k dispozici mřížky. Graf by měl být doplněn přehlednou stupnicí/tabulkou.

## Použití

### Znečištění ovzduší
Polární graf je užitečný diagnostický nástroj pro rychlé získání představy o potenciálních zdrojích znečištění. Rychlost větru je jedním z nejužitečnějších proměnných. Například přízemní koncentrace z komínů mají tendenci dosahovat maxima při vyšších otáčkách větru. Naopak znečištění ze silničního provozu, mívá nejvyšší koncentrace za zhoršených podmínek rychlosti větru. Jiné zdroje, například z leteckých motorů také ukazují rozdílné charakteristiky podle rychlosti větru. (Environmental Research Group, 2016)

### Polární graf v Google Earth
Polární graf v Google Earth, lze dostat pomocí SBS Plotter software a finálních úprav ve Photoshopu. Pro vytvoření polárního grafu v Google Earth jsou nutné základní IT znalosti.

## 3D Polární graf
Pomocí funkce Polarplot3D lze vyrobit 3D polární grafy.
Polarplot3d vyrábí povrchové, drátové a obrysových grafy pro trojrozměrná polární data. Polární osa je nakreslena na pevnou výšku.(Gerrard K., 2006)